# Скалон Олексій Олександрович
Олексі́й Олекса́ндрович Скалон (1860 — 1932) — київський поліцмейстр (1909—1911). Львівський градоначальник (1915).

## Життєпис
До 1909 року служив завідувачем господарства Миколаївської академії генерального штабу.
У 1909—1912 — київський поліцмейстер. Відповідав за правопорядок в Києві під час приїзду статс-секретаря Столипіна. Під час пострілів, зроблених Дмитром Богровим в статс-секретаря Петра Столипіна, перебував зовні близько генерал-губернаторського під'їзду, де стояли царські автомобілі. Тоді ж він зайнявся охороною місця, де був покладений Столипін в очікуванні прибуття карети швидкої допомоги.
У 1912—1914 — мінський поліцмейстер.
У 1915 — львівський градоначальник. Не мав авторитету серед львів'ян, бо на відміну від культурного і ввічливого попередника, не володів його перевагами.
У 1932 році репресований.